# Dominic O’Brien

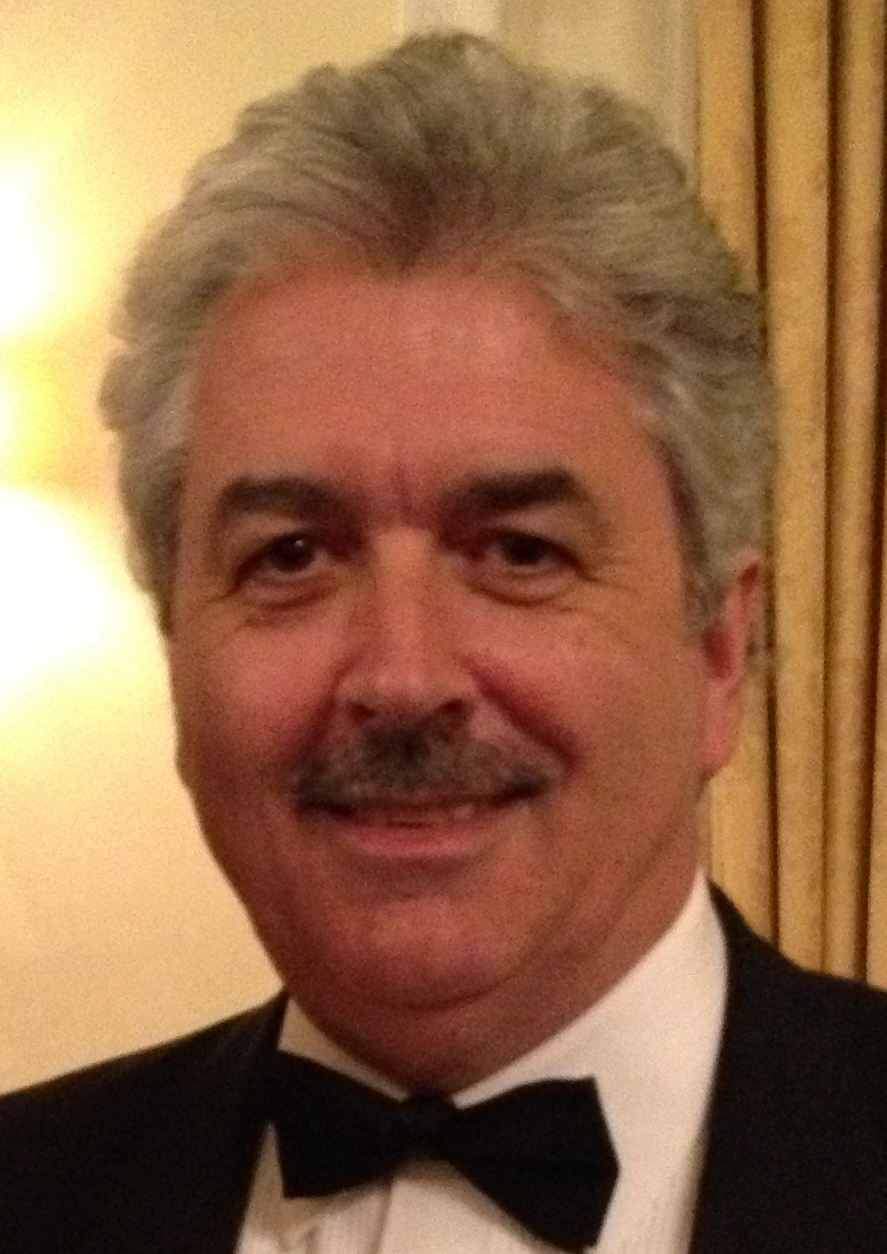
Dominic O’Brien (2012)

Dominic O’Brien (* 10. August 1957 in London) ist achtfacher Gedächtnisweltmeister und Autor mehrerer Bücher zum Thema Mnemotechnik und Gedächtnissport. Am 4. November 1989 trat er bei Wetten, dass..? live aus Basel auf, wo er sich die Reihenfolge von sechs gemischten Kartenstapeln merkte und damit Wettkönig wurde.

## Unglückliche Schulzeit
Während seiner Schulzeit hasste er alles, was mit Lesen und Schreiben zu tun hatte, da er viel lieber draußen spielte, als sich mit Buchstaben zu beschäftigen. Er galt als besonders langsam und als Tagträumer und auch als seine Legasthenie endlich mit zehn Jahren erkannt wurde, konnte ihm damals niemand wirklich helfen. Deshalb verließ er die Schule schon mit 16 Jahren.

## Inspiration
Als er dreißig Jahre alt war, sah er im Fernsehen den englischen Mnemoniker Creighton Carvello, der sich mühelos die Reihenfolge von Spielkarten merkte. Motiviert durch diese Sendung eignete er sich die Techniken an und begann mit seinem Gedächtnistraining.

## Gedächtnisrekorde

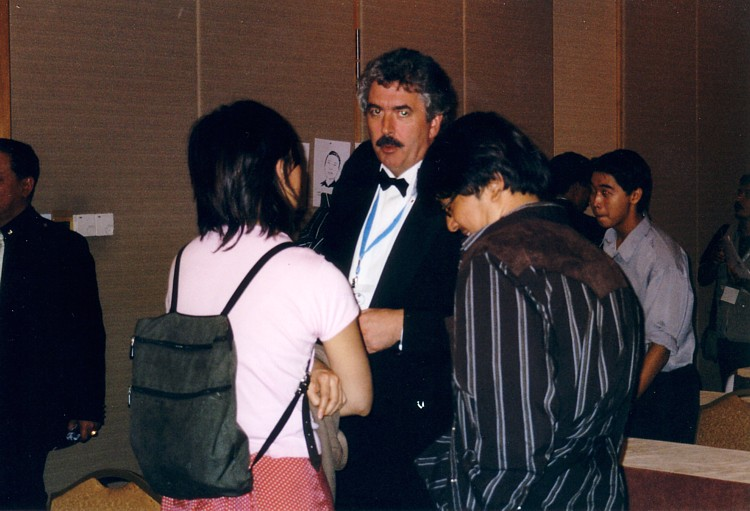
Dominic O’Brien und zwei seiner Fans

Am 30. April 1988 stellte er schließlich seinen ersten Weltrekord auf mit dem Memorieren sechs untereinander vermischter Kartenstapel zu je 52 Blatt. 1990 waren es dann schon 35 Kartenspiele (1820 Karten), 1993 bereits 40 und 2002 schlug er alle Rekorde mit 54 Kartenspielen, d. h., er konnte bei diesem Wettbewerb die Reihenfolge von 2808 Spielkarten fast fehlerlos wiedergeben.
Als im Jahre 1991 die Gedächtnisweltmeisterschaften von Tony Buzan ins Leben gerufen wurden, war er auch einer der wenigen Teilnehmer und gewann prompt die Meisterschaften.
Außer im Jahre 1994, in dem Jonathan Hancock gewann, und 1998, als er aus persönlichen Gründen nicht teilnehmen konnte, gewann er bis 2001 immer die Weltmeisterschaften, also insgesamt achtmal.
O’Brien hat sich inzwischen aus dem Gedächtnissport zurückgezogen.
Aufgrund seiner großen Erfolge im Gedächtnissport und seiner Verdienste um seine Verbreitung wurde ihm 2005 der Titel GMM, Grand Master of Memory, verliehen.
2019 steht er auf Platz 127 der Weltrangliste.

## Nachweise
1. ↑  Karten Wette : Gedächtnistrainer Michael Gloschewski. Abgerufen am 2. Mai 2023.
2. ↑  World Rankings. Abgerufen am 9. September 2019.